# Ambrus Balogh
Ambrus Balogh (* 12. August 1915 in Csengerújfalu, Österreich-Ungarn; † 6. Juli 1978 in Budapest) war ein ungarischer Sportschütze.

## Erfolge
Ambrus Balogh nahm dreimal an Olympischen Spielen teil. 1948 belegte er in London mit der Freien Pistole über 50 m den siebten Platz sowie mit der Schnellfeuerpistole über 25 m den 38. Platz. Bei den Olympischen Spielen 1952 in Helsinki erzielte er mit der Freien Pistole 549 Punkte, sodass er hinter Huelet Benner und Ángel León die Bronzemedaille gewann. Zudem trat er mit dem Freien Gewehr im Dreistellungskampf an und wurde in dem Wettbewerb Zehnter. Bei seiner dritten und letzten Olympiateilnahme 1960 in Rom schloss er den Wettkampf mit der Freien Pistole auf dem 16. Platz ab. Bei Weltmeisterschaften gewann Balogh zunächst 1939 in Luzern die Bronzemedaille mit der Freien Pistole. 1958 sicherte er sich in Moskau in den Mannschaftswettbewerben mit dem Freien Gewehr im Dreistellungskampf Bronze sowie mit dem Kleinkalibergewehr im stehenden Anschlag Silber.